# Fractura per compressió vertebral
Una fractura de compressió vertical és el col·lapse o esfondrament d'una vèrtebra. Pot ser a causa d'un accident o xoc, o també a causa d'un debilitament gradual de la vèrtebra. Aquest afebliment s'observa en pacients amb osteoporosi o osteogènesi imperfecta, en lesions a causa de tumors en càncer d'ossos, o infecció de la regió lumbar. En pacients sans, és més sovint vist en els individus que sofreixen xocs verticals extrems, com en el cas d'una expulsió d'emergència mitjançant un seient projectable. Si s'observa mitjançant una radiografia senzilla de raigs x, les fractures per compressió de la columna vertebral apareixen característicament com deformitats de falca, amb major pèrdua d'alçada en la zona anterior respecte a la posterior, i pedicles intactes a la vista anteroposterior.

## Signes i símptomes
Les fractures per compressió que es desenvolupen gradualment, com en l'osteoporosi, poden inicialment no causar cap símptoma, però més tard sovint condueixen a mal d'esquena i pèrdua d'alçada. La presència d'hipercifosi pot ser un signe d'una fractura per compressió subjacent.

## Diagnòstic
Les fractures per compressió es diagnostiquen generalment a partir de radiografies de columna, on pot ser visible una vèrtebra en forma de falca o hi pot haver pèrdua d'alçada de la vèrtebra. A més, es pot mesurar la densitat mineral òssia per tal d'avaluar l'osteoporosi. Quan se sospita que un tumor és la causa subjacent, o la fractura ha estat causada per un trauma greu, es poden realitzar exploracions per TAC o ressonància magnètica. 

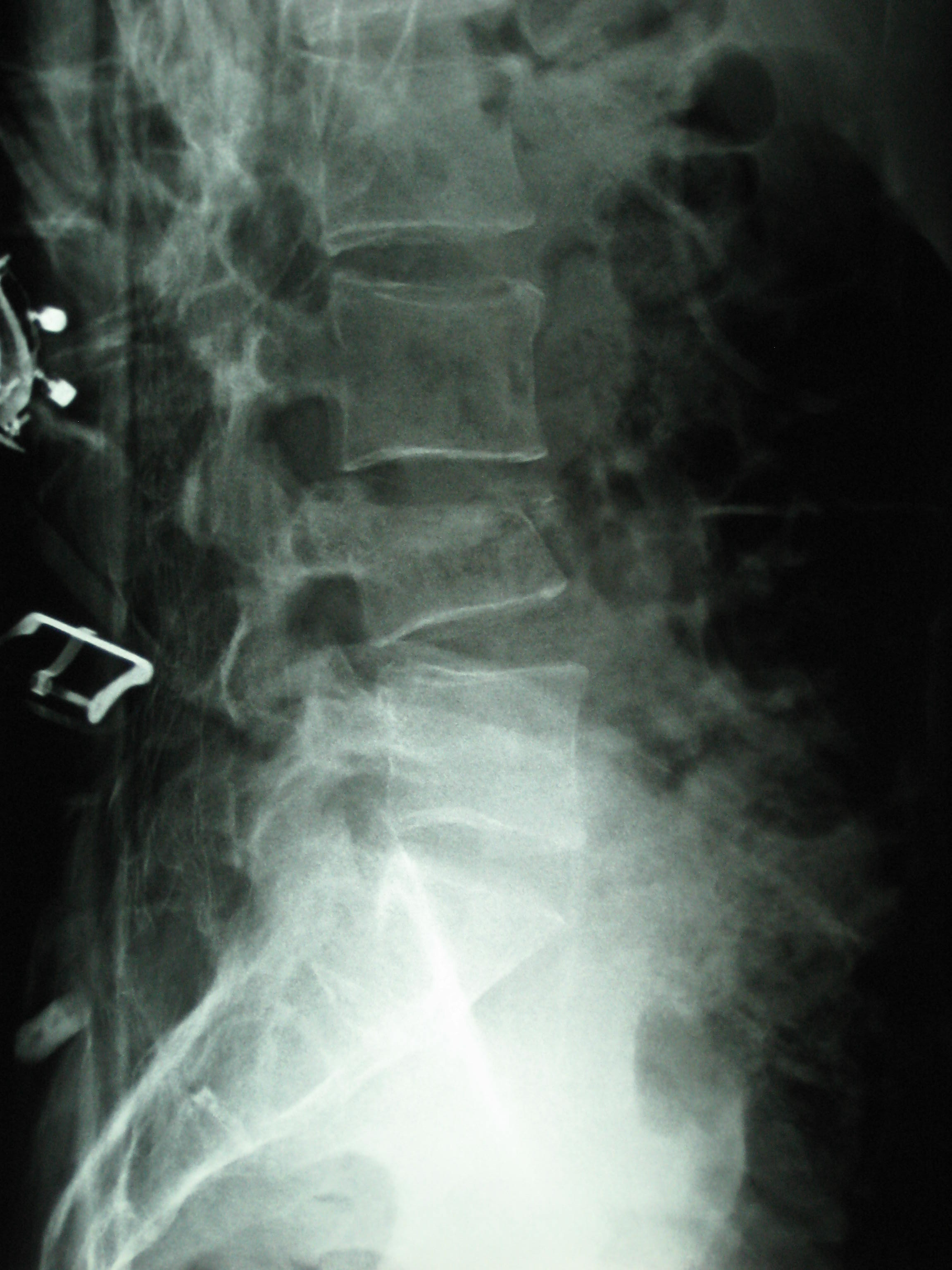
Fractura per compressió de la quarta vèrtebra lumbar causada per una caiguda des d'una gran alçada.
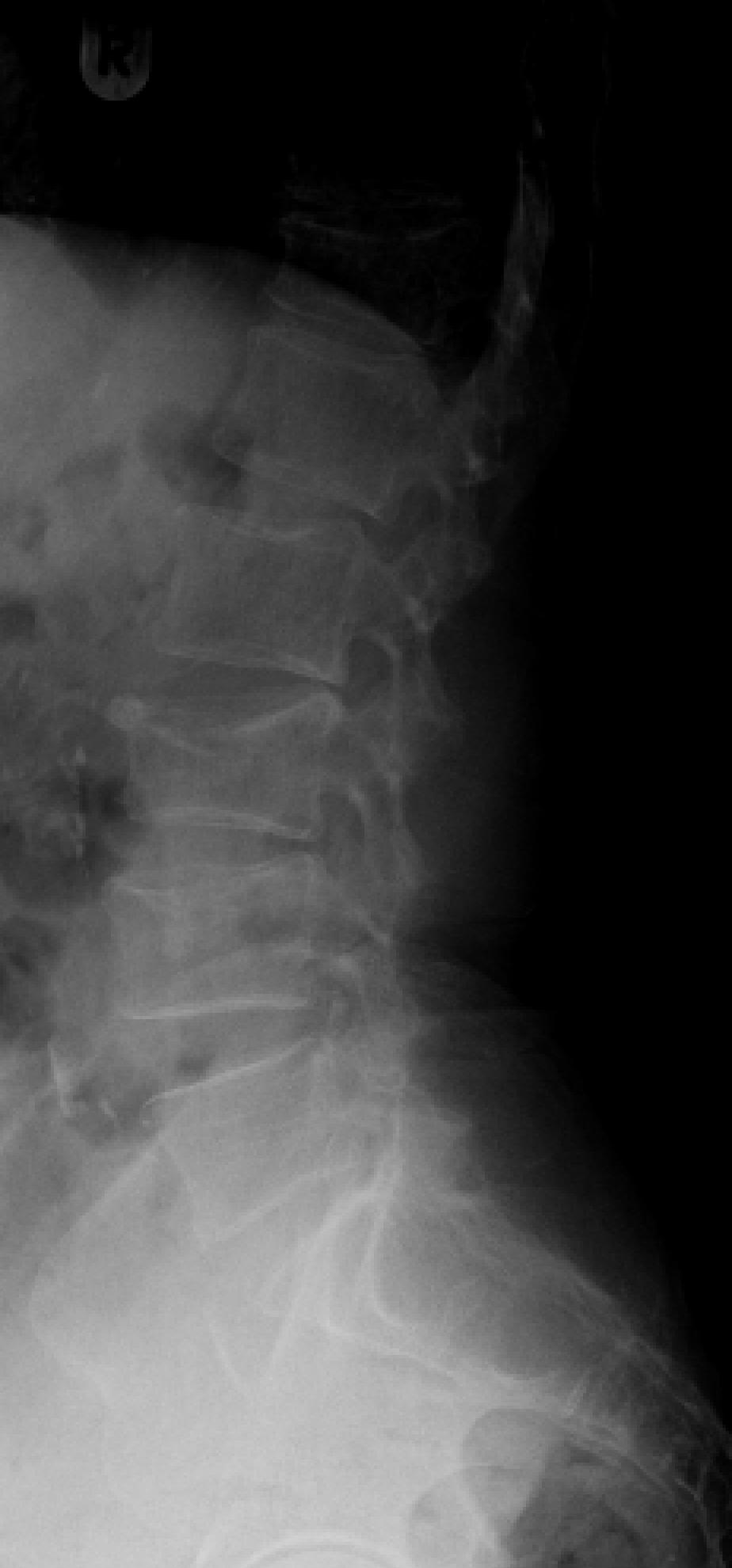
Radiografia de la zona lumbar amb una fractura per compressió de la tercera vèrtebra lumbar.
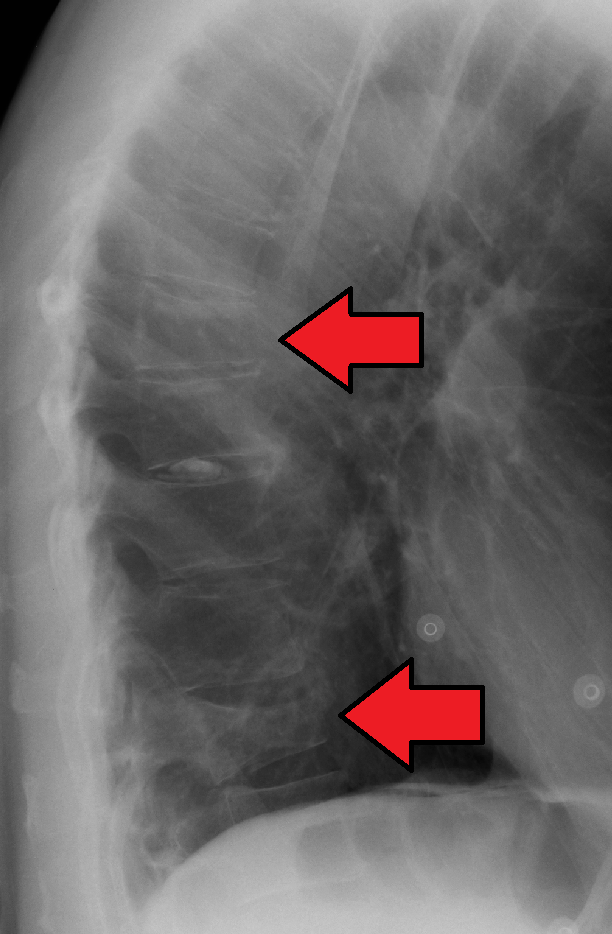
Fractura per compressió de T12.

## Tractament

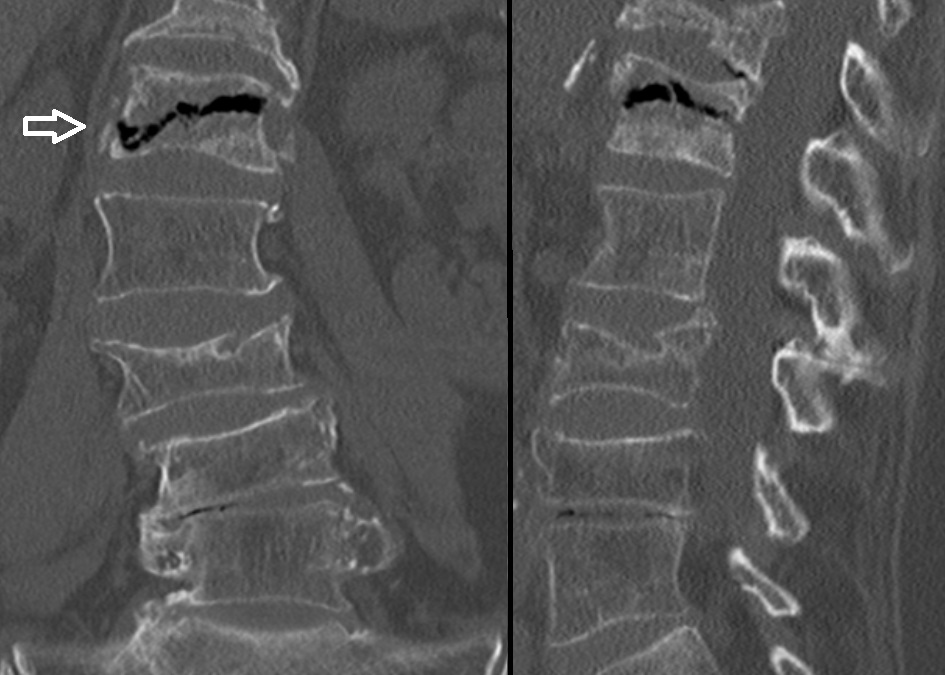
Una complicació potencial d'una fractura per compressió vertebral és la necrosi avascular del cos vertebral, que s'anomena malaltia de Kümmel, i pot aparèixer amb el signe de la fissura del buit intravertebral (fletxa blanca de la imatge).

Es pot utilitzar un suport lumbar, com ara una ortesi o faixa per donar suport mentre l'os es cura. Es prescriurien opioides o antiinflamatoris no esteroides (AINE) per al dolor. Per als pacients osteoporòtics, la calcitonina pot ser útil.
En casos més greus es pot recórrer a tractaments quirúrgics; un augment vertebral (cifoplàstia o vetebroplàstia) són procediments mínimament invasius que injecten ciment a l'os de l'esquena que està fracturat. Aquest tractament no soluciona la fractura, però en alguns casos permet alleujar-ne el dolor. Tanmateix, les dades que examinen l'eficàcia d'aquests procediments són mixtes.